# Candy (grupa)
Kendi (engl. Candy, stilizovano CANDY) je gruzijska petočlana grupa devojčica koju čine Irina, Marjam, Ana, Gvanca i Ira, imaju između 10 i 15 godina i sve su rođene u Tbilisiju, glavnom gradu Gruzije. Grupu je oformila, namenski za Dečju Evroviziju, producentska kuća i muzički studio „Bzikebistudio” koji je stajao iza grupe „Bzikebi”, koja je i odnela pobedu u Limasolu 2008, i Marjam Kakelišvili 2010. godine u Minsku.

## Dečja Evrovizija
Njihova pesma Candy music odnela je pobedu na nacionalnom finalu održanom 9. jula i tako stekla pravo da predstavlja svoju zemlju na takmičenju u Jerevanu. Zatim je pesma koja je dodatno izmenjena, u retro fazunu, stupila na Evrovizijsku scenu, a potom donela Gruziji drugu po redu pobedu na ovom takmičenju. Sakupili su ukupno 108 poena dovoljno da nadvadaju drugoplasiranu Holandiju kojoj je dodeljeno 103.